# Cantonul Bourguébus
Cantonul Bourguébus este un canton din arondismentul Caen, departamentul Calvados, regiunea Basse-Normandie, Franța.

## Comune
| Comune                    | Populație (1999) | Cod poștal | Cod INSEE |
| ------------------------- | ---------------- | ---------- | --------- |
| Airan                     | ...              | 14370      | 14005     |
| Bellengreville            | ...              | 14370      | 14057     |
| Billy                     | ...              | 14370      | 14074     |
| Bourguébus                | ...              | 14540      | 14092     |
| Cesny-aux-Vignes          | ...              | 14270      | 14149     |
| Chicheboville             | ...              | 14370      | 14158     |
| Clinchamps-sur-Orne       | ...              | 14320      | 14164     |
| Conteville                | ...              | 14540      | 14176     |
| Fontenay-le-Marmion       | ...              | 14320      | 14277     |
| Frénouville               | ...              | 14630      | 14287     |
| Garcelles-Secqueville     | ...              | 14540      | 14294     |
| Grentheville              | ...              | 14540      | 14319     |
| Hubert-Folie              | ...              | 14540      | 14339     |
| Laize-la-Ville            | ...              | 14320      | 14349     |
| May-sur-Orne              | ...              | 14320      | 14408     |
| Moult                     | ...              | 14370      | 14456     |
| Ouézy                     | ...              | 14270      | 14482     |
| Poussy-la-Campagne        | ...              | 14540      | 14517     |
| Rocquancourt              | ...              | 14540      | 14538     |
| Saint-Aignan-de-Cramesnil | ...              | 14540      | 14554     |
| Saint-André-sur-Orne      | ...              | 14320      | 14556     |
| Saint-Martin-de-Fontenay  | ...              | 14320      | 14623     |
| Soliers                   | ...              | 14540      | 14675     |
| Tilly-la-Campagne         | ...              | 14540      | 14691     |